# أنتونيو آدان
أنتونيو آدان غاريدو (بالإسبانية: Antonio Adán)‏، من مواليد 13 مايو 1987 في مدريد في إسبانيا، هو حارس كرة قدم إسباني يلعب لنادي أتلتيكو مدريد في الليغا الإسبانية.
بدأ مسيرته الكروية مع الفريق الثالث في ريال مدريد في عام 2004، ولعب معهم حتى عام 2006، وشارك معهم في 51 مباراة، وفي موسم 2006/2007
لعب مع ريال مدريد ب، وشارك معهم في 31 مباراة حتى عام 2009 حيث تم تصعيده للفريق الأول لريال مدريد ليكون الحارس الثالث حتى موسم
2010-2011 حيث اعتزل البولندي العملاق ييرزي دوديك ليصبح بعده الحارس الثاني لريال مدريد بعد إيكر كاسياس.

## ريال مدريد
في موسم 2010-11 اُستدعي أنتونيو آدان للعب مع ريال مدريد أمام نادي أوكسير بديلاً للمصاب ييرزي دوديك في الدقيقة 44 وتمكن من حماية مرماه للفوز بـ 4 ـ0 ، وشارك أنتونيو أدان أمام ليفانتي في دور ثمن النهائي من كأس الملك حيث فاز ذهابا 8-0 وخسر إيابا 2-0.
فـي 13 فبراير،2011 دخل مكان دي ماريا في الدقيقة 2 بعد طرد إيكر كاسياس وساهم في فوز الريال بهدف نظيف سجله اللاعب مارسيلو وتمكن من كسب ثقة جوزيه مورينيو.
في موسم 2011-12 شارك أنتونيو أدان في 4 مباريات ودخل مرماه 4 أهداف.
في موسم 2012-13 لعب أنتونيو أدان 7 مباريات ودخل مرماه 7 أهداف وقلت حظوظ مشاركته وثقة مورينهو فيه لاسيما بعد قدوم دييغو لوبيز في يناير 2013.

## كالياري
في صيف 2013 انتقل إلى نادي كالياري الإيطالي ولعب له لمدة خمسة أشهر ولم يقدم المستوى المطلوب وعاد بعد ذلك إلى إسبانيا في يناير 2014 وتحديدا إلى ريال بيتيس.

## ريال بيتيس
في يناير 2014 انتقل إلى ريال بيتيس في محاولة لانتشال الفريق وإنقاذه من الهبوط إلى الدرجة الثانية والذي كان يقبع في المركز الأخير في ذلك الوقت إلا إن الفريق سقط في الدرجة الثانية في نهاية الموسم.

## روابط خارجية
- أنتونيو آدان على موقع الاتحاد الدولي (مؤرشف)  (الإنجليزية)
- أنتونيو آدان على موقع الاتحاد الأوربي (الإنجليزية)
- أنتونيو آدان على موقع إي إس بي إن إف سي (الإنجليزية)
- أنتونيو آدان على موقع قاعدة بيانات كرة القدم.إي يو (الإنجليزية)
- أنتونيو آدان على موقع ليكيب (الفرنسية)
- أنتونيو آدان على موقع Soccerbase.com (لاعب) (الإنجليزية)
- أنتونيو آدان على موقع Soccerway.com (الإنجليزية)
- أنتونيو آدان على موقع عالم كرة القدم.نت (الإنجليزية)
- أنتونيو آدان على موقع AS.com (الإسبانية)